# Franz Jakob Anton Kottmann
Franz Jakob Anton Kottmann (* 10. März 1783 in Schongau; † 2. April 1844 in Marseille) war ein Schweizer Maler und Offizier.

## Leben
Franz Jakob Anton Kottmann war einer der Söhne des Bauern, Wirts und Untervogts Johann Kottmann in Schongau. Der Solothurner Kantonsphysicus Johann Karl Kottmann war sein älterer Bruder. Nach dem Besuch des Gymnasiums in Luzern bis 1798 war er bis 1801 Schüler des Malers Johann Caspar Moos (1774–1835) in Zug. Von 1801 bis 1804 studierte er Malerei an der École des Beaux-Arts in Paris und war dort Schüler von Jean-Frédéric Schall (1752–1825). Von 1804 bis 1807 war er in der Schweiz als Porträtist tätig. 1807 trat er als Kadett in das spanische Schweizer Regiment Nr. 3 ein und wurde in der Schlacht bei Bailén durch einen Knieschuss verwundet und gefangen genommen. Ab 1808 diente er als Maler und Militärzeichner in französischen Diensten im Regiment Royal-Étranger und wurde dort 1810 zum Hauptmann befördert. 1813 kehrte er aus Paris in seine Heimat zurück und wurde 1814 für kurze Zeit im 1. Schweizer Garderegiment reaktiviert. 1815 arbeitete er als Miniaturmaler im Atelier von Jacques Augustin in Paris. Er war von 1816 bis 1826 wieder als Grenadierhauptmann aktiv und deckte als Oberstleutnant in der Julirevolution von 1830 den Rückzug aus dem Palais des Tuileries. Im Spätsommer 1830 war Kottmann wieder als Maler in der Schweiz tätig und porträtierte besonders Offiziere der Armee. Von 1831 bis 1836 diente er als Oberstleutnant im Schweizer Generalstab. Die letzten Lebensjahre verbrachte er als auf Fossilien spezialisierter Sammler in Südfrankreich.
Kottmann starb an Lungenlähmung in Marseille. Seine Porträts dokumentieren Schweizer Söldner sowie die Söldnergeschichte Schweizer Truppen in französischen Diensten für das Königshaus der Bourbonen 1814–1830 und befinden sich im Landesmuseum Zürich und in seinem Nachlass in der Zentral- und Hochschulbibliothek Luzern. Etwa 100 dieser Porträts erschienen als Lithografien bei Godefroy Engelmann in Paris. Ölstudien von Kottmann verwahrt das Kunstmuseum Solothurn.

## Auszeichnungen
- Königlicher Ritterorden von Spanien (um 1810)
- Zeichen der Schweizer Treue (1815)
- Décoration de Lys (1815)
- Ludwigskreuz (1825)
- Ritterkreuz der Ehrenlegion (1824), 1830 Offizierskreuz der Ehrenlegion